# Municipio de Tepeapulco
El municipio de Tepeapulco es uno de los ochenta y cuatro municipios que conforman el estado de Hidalgo en México. La cabecera municipal es la localidad de Tepeapulco y la localidad más poblada es Ciudad Sahagún.
El municipio se localiza al sur del territorio hidalguense entre los paralelos 19°41′ y 19°56′ de latitud norte; los meridianos 98°22′ y 98°37′ de longitud oeste; con una altitud entre 2500 y 3200 m s. n. m. Este municipio cuenta con una superficie de 242.91 km², y representa el 1.17 % de la superficie del estado; dentro de la región geográfica denominada como los llanos de Apan (Altiplanicie pulquera).
Colinda con los municipios de Singuilucan y Zempoala al norte, Tlanalapa al oeste, Axapusco (estado de México) al suroeste, Emiliano Zapata al sur, Apan al este y Cuautepec de Hinojosa al noreste.

## Toponimia

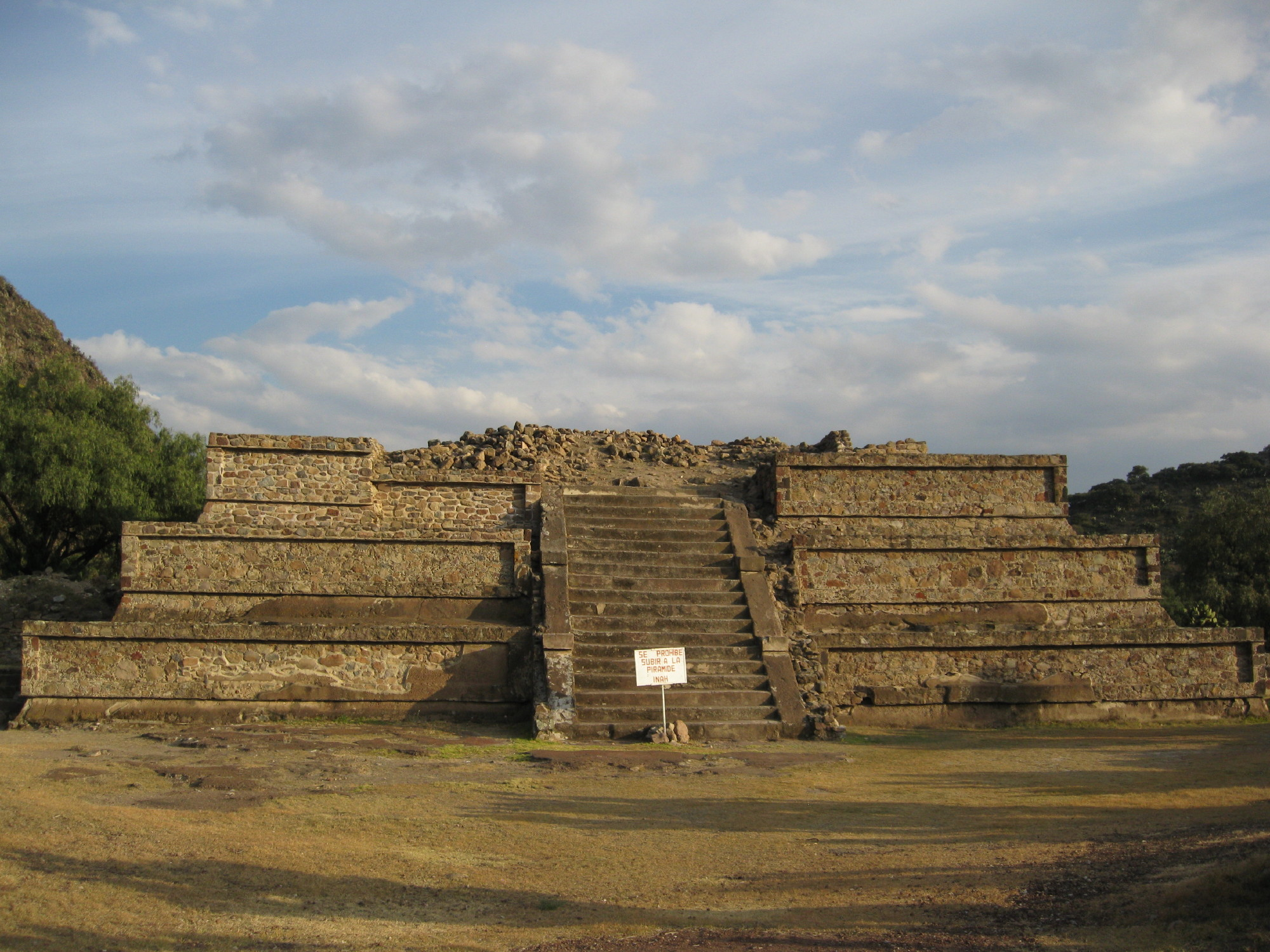
Zona arqueológica de Xihuingo.

El nombre viene de las raíces nahuas tepetl (cerro), apul (agua) y co (en); dando como significado lugar rodeado de agua o cerro rodeado de agua; esto en relación con el cerro de Xihuingo y a la laguna de Tecocomulco.

## Historia
En 1824, una vez constituida la Primera República Federal, la localidad de Tepeapulco es ascendida a municipio, aún jurisdiccionada al Estado de México. Esta situación cambia al erigirse el estado de Hidalgo en 1869, mismo al que el presidente Benito Juárez le anexa el distrito de Apan (comprendido en parte por Tepeapulco).

## Geografía

### Relieve e hidrográfica

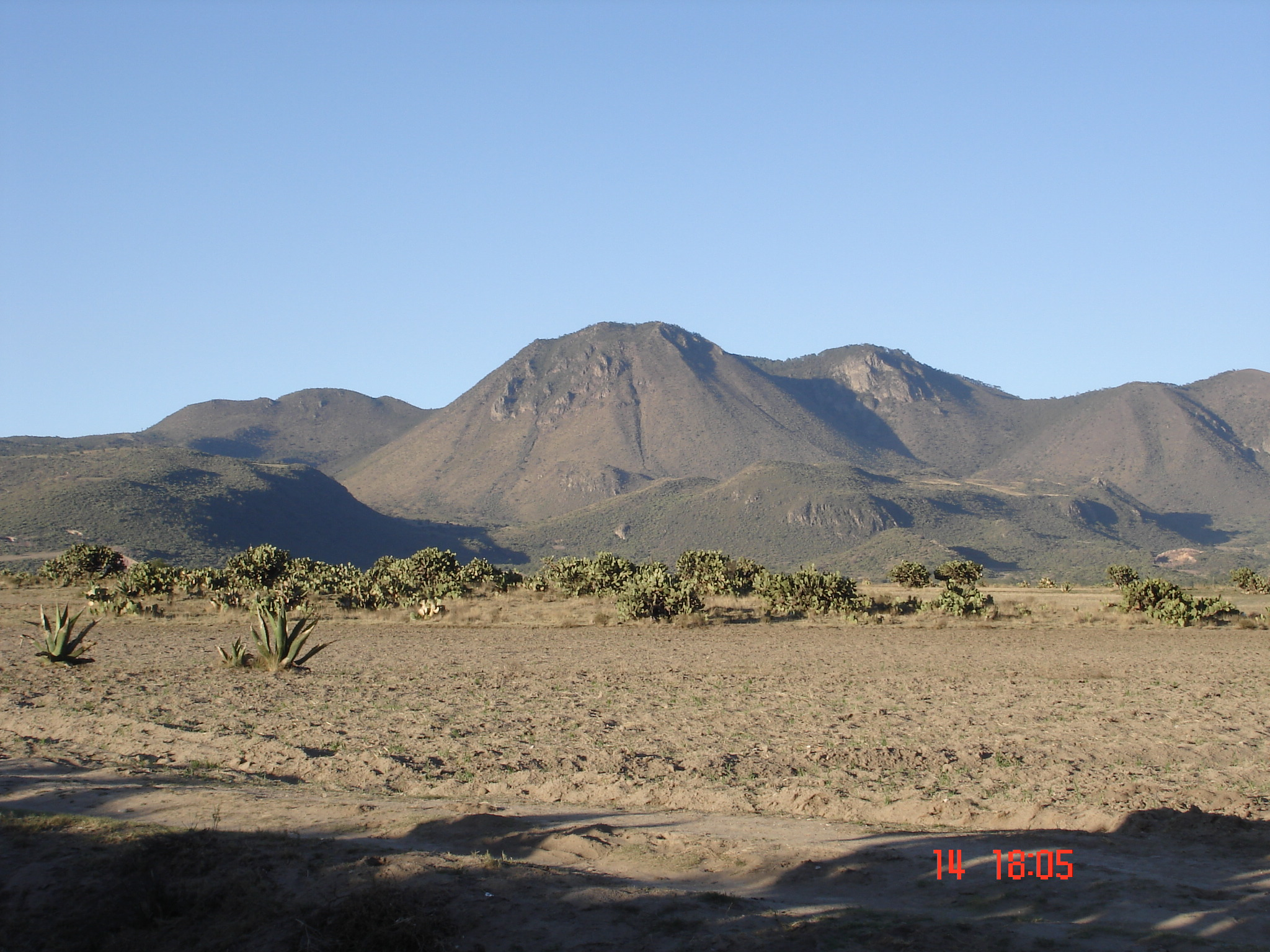
El Cerro de Xihuingo es la segunda elevación por altitud de Hidalgo con 3240 msnm.

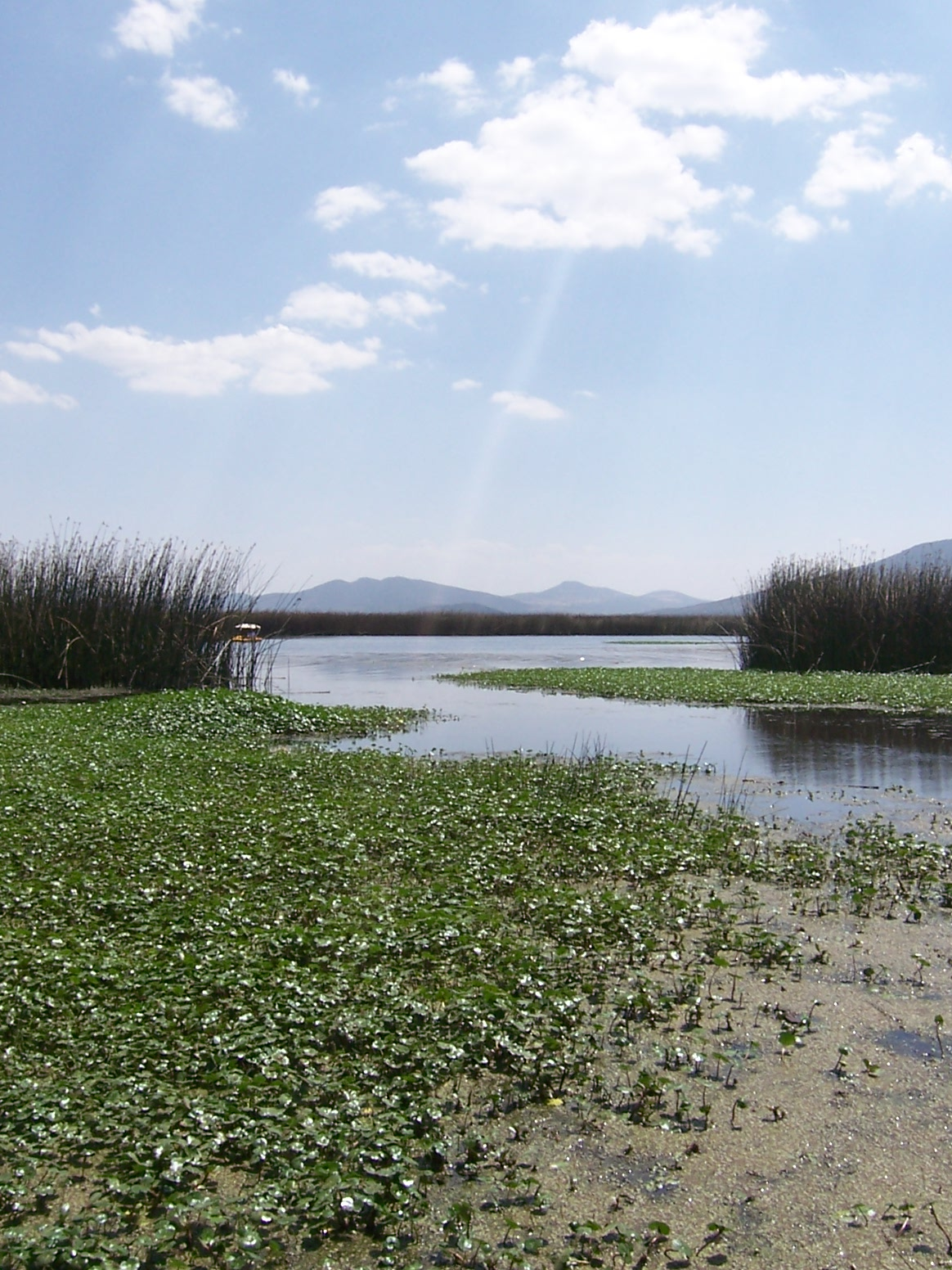
Laguna de Tecocomulco.

En cuanto a fisiografía se encuentra dentro del Eje Neovolcánico; dentro de la subprovincia de Lagos y Volcanes de Anáhuac. Su territorio es Llanura con lomerío de piso rocoso o cementado (64.0%), lomerío de tobas con llanuras (25.0%), llanura aluvial de piso rocoso o cementado (8.0%), lomerío de tobas (2.0%) y llanura aluvial (1.0%). De las principales elevaciones presentes en el municipio, se encuentran los cerros de El Xihuingo, La Paila, El Agua Azul, Santa Ana, Viejo de Tultengo, Viejo, La Leona, La Bandera, Zontepec, Calvario y Calera todos por encima de los 2500 metros sobre el nivel del mar de altitud.
En cuanto a su geología corresponde al periodo neógeno (63.0%) y cuaternario (24.41%). Con rocas tipo ígnea extrusiva: basalto (31.0%), andesita (21.0%), toba ácida (9.0%), brecha volcánica básica (1.0%) y volcanoclastico (1.0%); sedimentaria: conglomerado (1.0%); suelo: aluvial (23.41%). En cuanto a cuanto a edafología el suelo dominante es phaeozem (28.0%), leptosol (12.0%), umbrisol (10.0%), vertisol (23.41%), durisol (9.0%) y regosol (5.0%).
En lo que respecta a la hidrología se encuentra posicionado en la región hidrológica del Pánuco; en las cuencas del río Moctezuma; dentro de las subcuenca de laguna de Tecocomulco (79.0%) y río Tezontepec (21.0%). Las corrientes de agua que conforman el municipio son: Grande, Canal Papalotes-Acopinalco, El Jihuingo, Canal Tecocomulco y Cuatlaco.

### Clima
El municipio en toda su extensión presenta una diversidad de climas; Templado subhúmedo con lluvias en verano, de humedad media (63.0%), Templado subhúmedo con lluvias en verano, de mayor humedad (26.0%), semiseco templado (10.0%) y semifrío subhúmedo con lluvias en verano, de mayor humedad (1.0%). La temperatura promedio mensual en el municipio oscila, entre los 10.9 °C para los meses de diciembre y enero que son los más fríos del año y los 16 °C para mayo y junio que registran las temperaturas más altas. Con respecto a la precipitación anual en el municipio, el nivel promedio observado es de alrededor de los 540.3 mm.

### Ecología

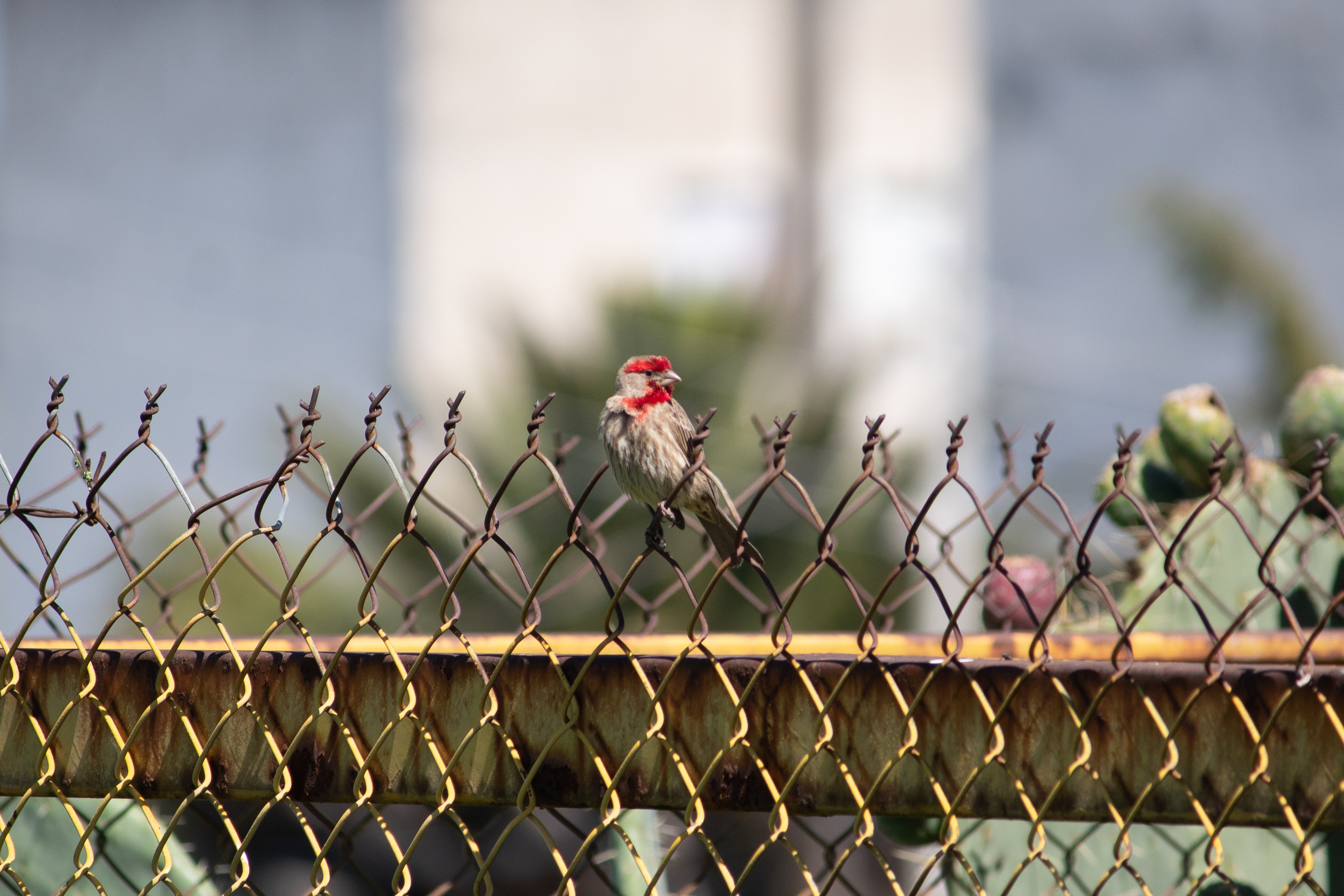
Pinzón Mexicano Macho (Haemorhous mexicanus) en Ciudad Sahagún, Tepeapulco

La flora en el municipio tiene una vegetación compuesta por nopal, palma, maguey, pino, encino, pirul y huizache.  La fauna perteneciente a esta región está compuesta por conejo, liebre, zorrillo, lagartija, víbora, camaleón, escorpión, techín, ardilla, lechuza, águila, gavilán, topo, armadillo, etc.
La laguna de Tecocomulco es uno de tres sitios decretados dentro del Convenio de Ramsar que se encuentran en el estado de Hidalgo; decretada el 29 de septiembre de 2003 con un área de 1769 ha abarcando también los municipios de Apan y Cuautepec de Hinojosa.

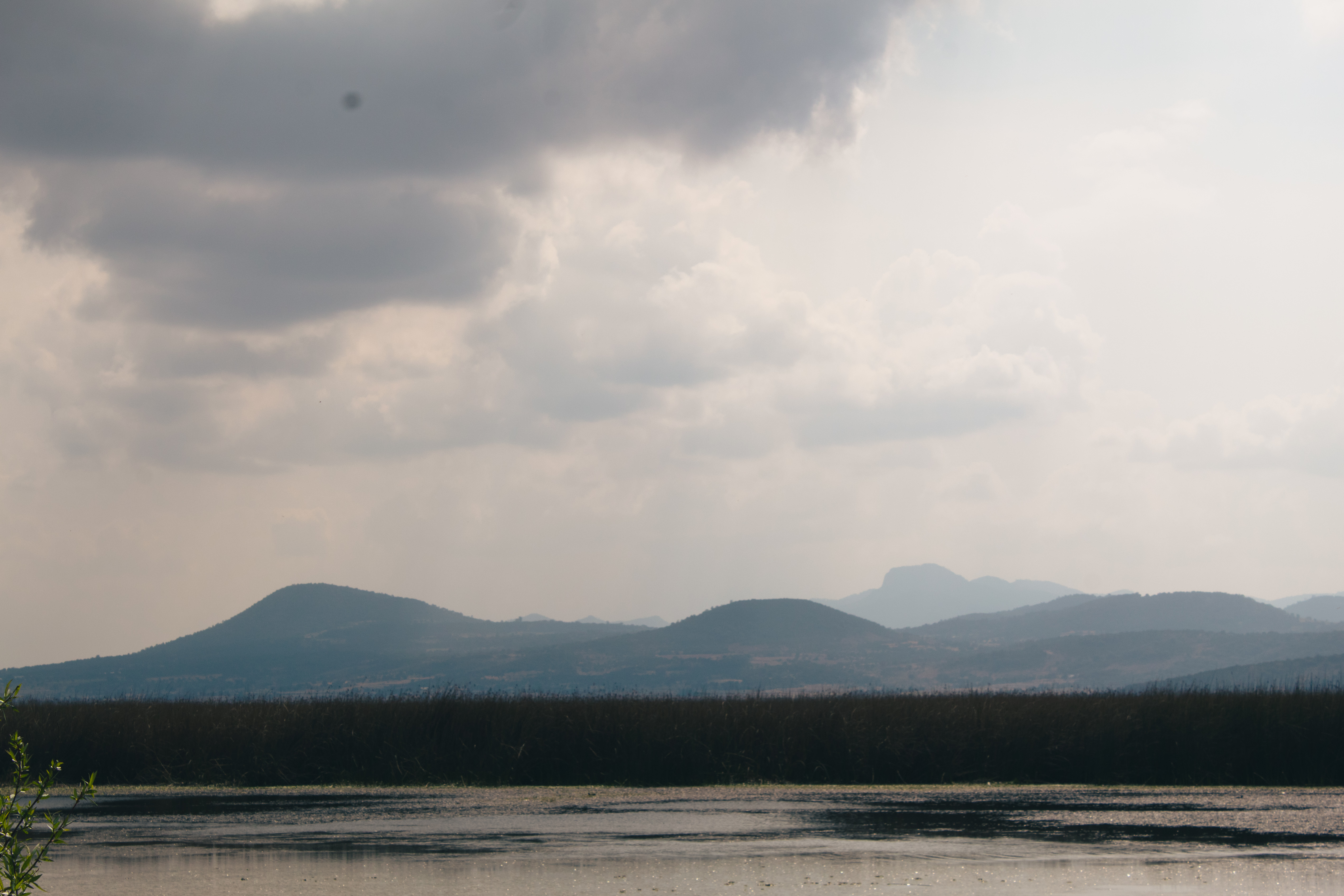
Laguna de Tecocomulco, de Fondo Sistema de Eje Neovolcanico

Mapa del territorio municipal.

## Demografía

### Población
De acuerdo a los resultados que presentó el Censo Población y Vivienda 2020 del INEGI, el municipio cuenta con un total de 56 245 habitantes, siendo 26 940 hombres y 29 305 mujeres. Tiene una densidad de 231.5 hab/km², la mitad de la población tiene 32 años o menos, existen 91 hombres por cada 100 mujeres.
El porcentaje de población que habla lengua indígena es de 0.54 %, el porcentaje de población que se considera afromexicana o afrodescendiente es de 1.11 %. Tiene una Tasa de alfabetización de 99.4 % en la población de 15 a 24 años, de 96.3 % en la población de 25 años y más. El porcentaje de población según nivel de escolaridad, es de 3.2 % sin escolaridad, el 46.6 % con educación básica, el 27.9 % con educación media superior, el 22.2 % con educación superior, y 0.0 % no especificado.
El porcentaje de población afiliada a servicios de salud es de 72.0 %. El 71.7 % se encuentra afiliada al IMSS, el 21.0 % al INSABI, el 5.7 % al ISSSTE, 0.4 % IMSS Bienestar, 0.2 % a las dependencias de salud de PEMEX, Defensa o Marina, 1.4 % a una institución privada, y el 0.6 % a otra institución. El porcentaje de población con alguna discapacidad es de 5.6 %. El porcentaje de población según situación conyugal, el 35.8 % se encuentra casada, el 32.4 % soltera, el 18.1 % en unión libre, el 5.5 % separada, el 2.9 % divorciada, el 5.3 % viuda.
Para 2020, el total de viviendas particulares habitadas es de 16 487 viviendas, representa el 1.9 % del total estatal. Con un promedio de ocupantes por vivienda 3.4 personas. Predominan las viviendas con tabique y block. En el municipio para el año 2020, el servicio de energía eléctrica abarca una cobertura del 99.7 %; el servicio de agua entubada un 89.0 %; el servicio de drenaje cubre un 98.6 %; y el servicio sanitario un 99.0 %.

### Localidades

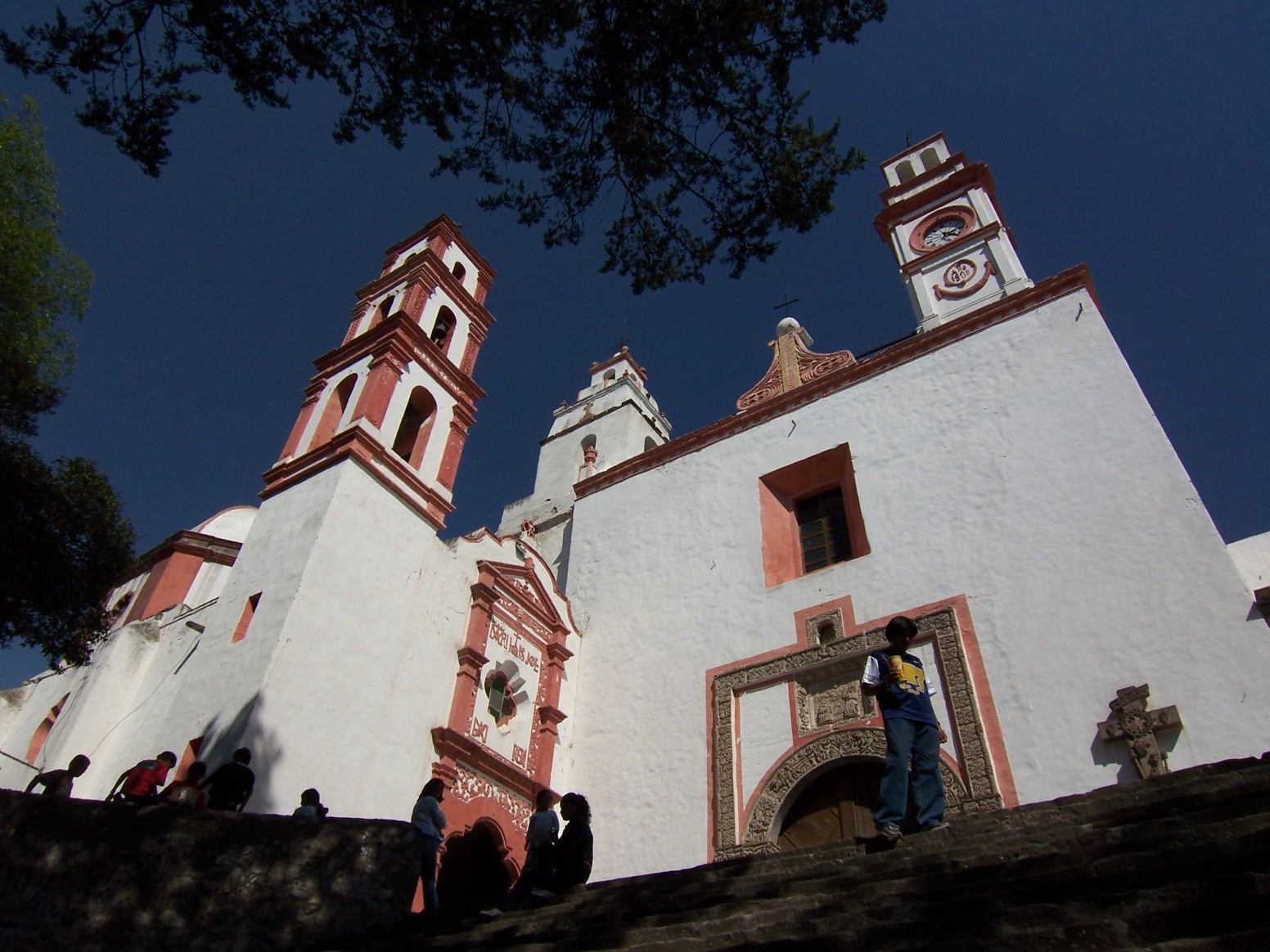
Localidad de Tepeapulco.

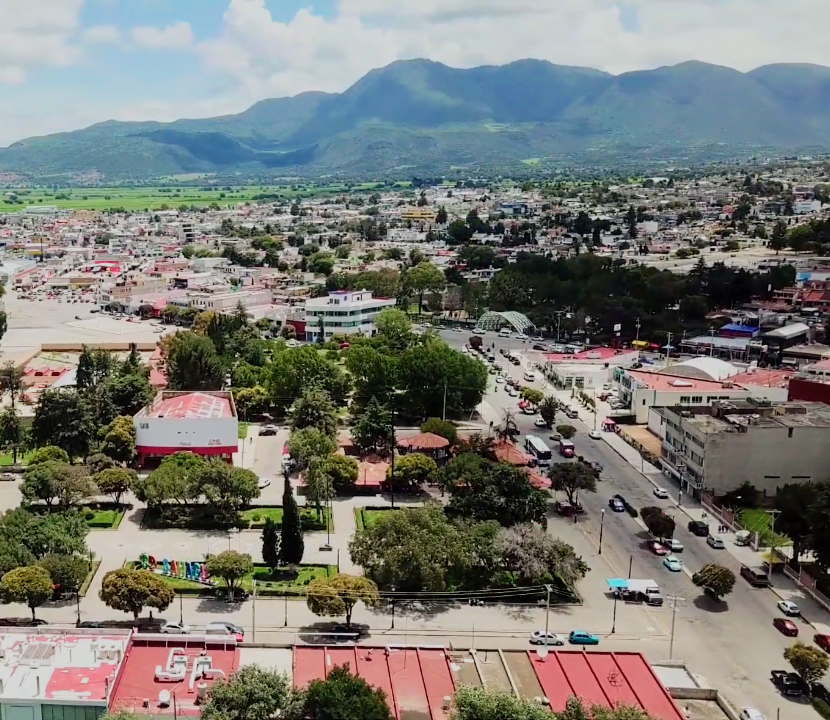
Ciudad Sahagún.

Para el año 2020, de acuerdo al Catálogo de Localidades, el municipio cuenta con 45 localidades.
| Código INEGI | Localidad                                   | Población (2020) | Porcentaje (%) | Ámbito Población | Categoría Población |
| ------------ | ------------------------------------------- | ---------------- | -------------- | ---------------- | ------------------- |
| 130610002    | Fray Bernardino de Sahagún (Ciudad Sahagún) | 31 737           | 56.43          | Urbana           | Ciudad              |
| 130610001    | Tepeapulco                                  | 16 368           | 29.10          | Urbana           | Cabecera municipal  |
| 130610007    | Irolo                                       | 1879             | 3.34           | Rural            | Comunidad           |
| 130610003    | Los Cides                                   | 1080             | 1.92           | Rural            | Comunidad           |
| 130610029    | Veinte de Noviembre (Colonia)               | 1027             | 1.83           | Rural            | Comunidad           |
| 130610014    | San Bartolomé Tepetates                     | 1014             | 1.80           | Rural            | Comunidad           |
| 130610005    | Francisco Sarabia (Corralillos)             | 412              | 0.73           | Rural            | Ranchería           |
| 130610011    | San Miguel Allende                          | 409              | 0.73           | Rural            | Ranchería           |
| 130610015    | Texcatzongo                                 | 312              | 0.55           | Rural            | Ranchería           |
| 130610016    | Tultengo                                    | 257              | 0.46           | Rural            | Ranchería           |
| 130610078    | Los Reyes                                   | 214              | 0.38           | Rural            | Ranchería           |
| 130610009    | Palo Hueco                                  | 207              | 0.37           | Rural            | Ranchería           |
| 130610010    | San Jerónimo                                | 145              | 0.26           | Rural            | Ranchería           |
| 130610008    | Jagüey Prieto                               | 141              | 0.25           | Rural            | Ranchería           |
| 130610017    | Vista Hermosa                               | 135              | 0.24           | Rural            | Ranchería           |
| 130610037    | La Rinconada                                | 110              | 0.20           | Rural            | Ranchería           |
| 130610096    | Tlacatepa                                   | 102              | 0.18           | Rural            | Ranchería           |
| 130610004    | Los Coyotes                                 | 95               | 0.17           | Rural            | Ranchería           |
| 130610030    | San Ignacio de Loyola                       | 94               | 0.17           | Rural            | Ranchería           |
| 130610104    | Matías Rodríguez [Colonia]                  | 86               | 0.15           | Rural            | Ranchería           |
| 130610046    | Palmillas                                   | 78               | 0.14           | Rural            | Ranchería           |
| 130610043    | La Cañada                                   | 70               | 0.12           | Rural            | Ranchería           |
| 130610020    | La Estación Ocho                            | 54               | 0.10           | Rural            | Ranchería           |
| 130610034    | Las Delicias                                | 31               | 0.06           | Rural            | Ranchería           |
| 130610099    | La Ermita                                   | 28               | 0.05           | Rural            | Ranchería           |
| 130610084    | La Isleta                                   | 23               | 0.04           | Rural            | Ranchería           |
| 130610060    | Juan Montaño Hernández                      | 21               | 0.04           | Rural            | Ranchería           |
| 130610012    | San Salvador (El Calvario)                  | 19               | 0.03           | Rural            | Ranchería           |
| 130610089    | El Llano de la Presa                        | 15               | 0.03           | Rural            | Ranchería           |
| 130610097    | El Magueyal (Las Palomas) [Colonia]         | 14               | 0.02           | Rural            | Ranchería           |
| 130610103    | Las Cabañas [Colonia]                       | 12               | 0.02           | Rural            | Ranchería           |
| 130610077    | Quince Hermanos [Rancho]                    | 11               | 0.02           | Rural            | Ranchería           |
| 130610101    | San José (Los Montaño)                      | 11               | 0.02           | Rural            | Ranchería           |
| 130610023    | Cruz Blanca (Santa Cruz)                    | 6                | 0.01           | Rural            | Ranchería           |
| 130610035    | El Mirto                                    | 4                | 0.007          | Rural            | Ranchería           |
| 130610088    | Heriberto Castillo Muñoz                    | 4                | 0.007          | Rural            | Ranchería           |
| 130610052    | Los García                                  | 4                | 0.007          | Rural            | Ranchería           |
| 130610102    | Abel Sánchez López (Don Abel) [Rancho]      | 3                | 0.005          | Rural            | Ranchería           |
| 130610033    | Las Cabrerías (La Rinconada)                | 3                | 0.005          | Rural            | Ranchería           |
| 130610073    | San José de Jesús                           | 3                | 0.005          | Rural            | Ranchería           |
| 130610086    | El Potrero                                  | 2                | 0.004          | Rural            | Ranchería           |
| 130610071    | Las Bedollas                                | 2                | 0.004          | Rural            | Ranchería           |
| 130610079    | El Xihuingo [Rancho]                        | 1                | 0.002          | Rural            | Ranchería           |
| 130610070    | Rancho Zarate                               | 1                | 0.002          | Rural            | Ranchería           |
| 130610094    | Temomusgo                                   | 1                | 0.002          | Rural            | Ranchería           |

## Política

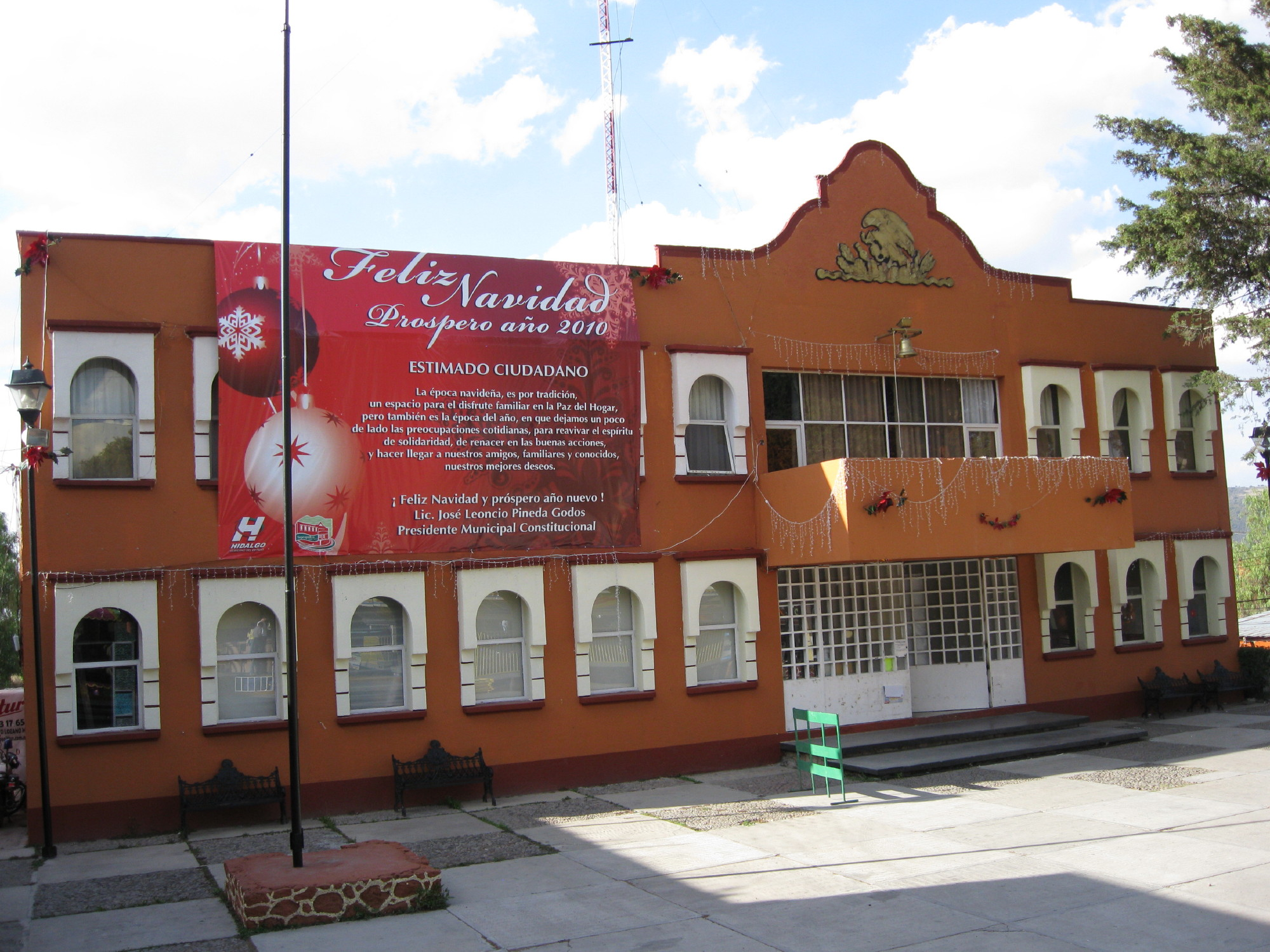
Palacio municipal de Tepeapulco.

Se erigió el 15 de febrero de 1826. El Honorable Ayuntamiento está compuesto por: se integra de un presidente municipal (mismo que es el alcalde de las localidades) y su gabinete, dos sínidicos procuradores y cinco regidores. De acuerdo al Instituto Nacional electoral (INE) el municipio está integrado por treinta y ocho secciones electorales, de la 1191 a la 1228.
Para la elección de diputados federales a la Cámara de Diputados de México y diputados locales al Congreso de Hidalgo, se encuentra integrado al VII Distrito Electoral Federal de Hidalgo, y al XVIII Distrito Electoral Local de Hidalgo. A nivel estatal administrativo pertenece a la Macrorregión II y a la Microrregión XXIV, además de a la Región Operativa V Apan.
Por otra parte, pertenece al distrito judicial de Apan, donde se arreglan trámites judiciales ante el Tribunal Superior de Justicia del Estado de Hidalgo y otros órganos judiciales.

### Cronología de presidentes municipales
| Periodo                  | Nombre                           | Afiliación política        |
| ------------------------ | -------------------------------- | -------------------------- |
| 1964-1967                | Pablo Laguna Ramos               | -                          |
| 1967-1970                | José Muñoz Lagos                 | -                          |
| 1970-1973                | Luis Barrios Saldierra           | -                          |
| 1973-1976                | Manuel Montaño Cedillo           | -                          |
| 1976-1979                | Melitón Chavarría Pérez          | -                          |
| 1979-1982                | Matías Cruz Mera                 | -                          |
| 1982-1985                | Manuel Solorio Urbina            | -                          |
| 1985-1988                | Luis Barrios Saldierra           | -                          |
| 1988-1991                | Alberto Franco López             | -                          |
| 1991-1994                | Guillermo Uribe Muñoz            | -                          |
| 16/01/1994 al 15/01/1997 | Jesús Luna González              | PRI                        |
| 16/01/1997 al 1999       | José Pablo Guillermo Uribe Muñoz | PRI                        |
| 1999 al 15/01/2000       | Alejandro Palacios García        | PRI                        |
| 16/01/2000 al 15/01/2003 | Alfonso Roldán Melo              | PAN                        |
| 16/01/2003 al 15/01/2006 | Juan Francisco Montaño López     | PRI                        |
| 16/01/2006 al 15/01/2009 | Odilón Sánchez Silva             | PRI                        |
| 16/01/2009 al 15/01/2012 | José Leoncio Pineda Godos        | Mas x Hidalgo              |
| 16/01/2012 al 04/09/2016 | Alberto Franco Ramírez           | PRI                        |
| 05/09/2016 al 04/09/2020 | José Alfonso Delgadillo López    | PRI                        |
| 05/09/2020 al 14/12/2020 | José Augusto Jasso Aboytes       | Concejo Municipal Interino |
| 15/12/2020 al 12/03/2024 | Marisol Ortega López             | Morena                     |
| 14/03/2020 al 04/09/2024 | Angélica Barranco Pérez          | Morena                     |
| 05/09/2024 al 04/09/2027 | Alfredo González Quiroz          | Morena                     |

## Economía
En 2015 el municipio presenta un IDH de 0.789 Alto, por lo que ocupa el lugar 05° a nivel estatal; y en 2005 presentó un PIB de $4,221,999,505.00 pesos mexicanos, y un PIB per cápita de $84,694.00 (precios corrientes de 2005).
De acuerdo con el Consejo Nacional de Evaluación de la Política de Desarrollo Social (Coneval), el municipio registra un Índice de Marginación Muy bajo. El 37.0% de la población se encuentra en pobreza moderada y 4.7% se encuentra en pobreza extrema. En 2015, el municipio ocupó el lugar 4 de 84 municipios en la escala estatal de rezago social.
A datos de 2015, en materia de agricultura su principal producción en cultivos se encuentra la cebada grano con 7015 ha cosechadas; frijol con 230 ha cosechadas, maíz grano con 651 ha cosechadas de temporal; avena grano con 309 ha, avena forrajera con 334 ha cosechadas. En ganadería esta producción destaca el ganado ovino con 8158 cabezas; caprino con 1072 cabezas, bovino con 958 cabezas, porcino con 690 cabezas, 7346 aves.
Para 2015 se cuenta con 2513 unidades económicas, que generaban empleos para 15 452 personas. En lo que respecta al comercio, se cuenta con siete tianguis, dos tiendas Diconsa y tres lecheras Liconsa; además de dos mercados públicos y un rastro. De acuerdo con cifras al año 2015 presentadas en los censos económicos del INEGI, la Población Económicamente Activa (PEA) del municipio asciende a 21 514 personas de las cuales 20 349 se encuentran ocupadas y 1165 se encuentran desocupadas. El 3.73%, pertenece al sector primario, el 40.3% pertenece al sector secundario, el 54.31%% pertenece al sector terciario y 1.66% no especificaron.
En 1952, se crea la zona industrial de Ciudad Sahagún, aunque su tamaño y valor productivo ha disminuido todavía es uno de los más importantes a nivel estatal con empresas de los ramos de maquilado, productos lácteos y perfilado de piezas metalmecánicas.